# Elecciones presidenciales de Gabón de 1998
Elecciones presidenciales se celebraron en Gabón el 6 de diciembre de 1998. El presidente Omar Bongo, en el poder desde 1967, se postuló para otro período de siete años contra otros cinco candidatos. Fue la segunda elección presidencial multipartidaria de Gabón y, a pesar de la baja concurrencia y los problemas que se hicieron presentes en el proceso, Bongo ganó las elecciones con el 66.88% de los votos.

## Campaña
A fines de julio de 1998, el gobernante Partido Democrático Gabonés (PDG) solicitó que Bongo se presentara a la reelección. También en julio, la opositora Concentración Nacional de Leñadores (RNB) se dividió en dos facciones, una encabezada por Paul M'ba Abessole y otra encabezada por Pierre-Andre Kombila , después de que Kombila fuera expulsado del partido.
Pierre Mamboundou de la Unión del Pueblo Gabonés (UPG) se presentó como candidato del Consejo Superior de la Resistencia, una coalición de partidos de la oposición que incluía a la UPG, al Foro Africano para la Reconstrucción, al Grupo Mebiame, al MORENA-Original y al Movimiento Socialista de Emancipación del Pueblo. El Partido Gabonés del Progreso (PGP) de Pierre-Louis Agondjo Okawé apoyó a Mamboundou.
Jean-François Ntoutoume Emane fue el director de campaña de Bongo durante las elecciones, y posteriormente fue nombrado primer ministro en enero de 1999.
La publicación de encuestas de opinión fue prohibida por el Consejo Nacional de Comunicación durante la semana inmediatamente anterior a la elección.

## Resultados
Según los resultados finales del Tribunal Constitucional, Bongo ganó las elecciones con el 66,88% de los votos. Mamboundou se ubicó oficialmente en segundo lugar con el 16.54% de los votos. Mamboundou denunció los resultados oficiales como un "golpe de estado electoral" e hizo un llamado a la gente a comenzar una "respuesta gradual" al participar en una protesta consistente en quedarse en casa ("ciudad fantasma"). Después de las elecciones, alegó que militares enviados por el gobierno intentaron matarlo el 12 de diciembre de 1998. Mientras que el llamado de Mamboundou para que la gente permaneciera en su casa fue ignorado en Libreville, Port-Gentil fue supuestamente "paralizado".
| Candidato                       | Partido                                             | Votos   | %    |
| ------------------------------- | --------------------------------------------------- | ------- | ---- |
| Omar Bongo Ondimba              | Partido Democrático Gabonés                         | 211,955 | 66.9 |
| Pierre Mamboundou               | Unión del Pueblo Gabonés                            | 52,278  | 16.5 |
| Paul M’ba-Abessole              | Concentración Nacional de Leñadores                 | 47,701  | 13.2 |
| Pierre André Kombila            | Concentración Nacional de Leñadores-Demócrata       | 4,847   | 1.5  |
| Pierre Claver Maganga Moussavou | Partido Socialdemócrata de Gabón                    | 3,152   | 1.0  |
| Martin Edzodzomo Ella           | Independiente                                       | 1,548   | 0.5  |
| Alain Engouang Nze              | Confederación Nacional de Asociaciones de Leñadores | 892     | 0.3  |
| Joseph Adrien Mabicka Maguena   | Independiente                                       | 527     | 0.2  |
| Total                           | Total                                               | 316,900 | 100  |
| Fuente: Nohlen et al.           |                                                     |         |      |